# Behram Zülaloğlu
Behram Zülaloğlu (* 30. August 1982 in Tokat) ist ein türkischer Fußballtorhüter.

## Karriere

### Vereinskarriere
Behram Zülaloğlu kam vor der Saison 2001/02 aus der Jugend von MKE Ankaragücü in die Profimannschaft. Aufgrund seines jungen Alters verlieh man ihn vor der Sommertransferperiode an den Viertligisten Karadeniz Ereğlispor. Eine Rückkehr zu Ankaragücü folgte nicht. Er wechselte zu İstanbulspor.
Zu seinem Debüt für Istanbulspor kam Zülaloğlu vier Jahre nach seinem Wechsel. Am 16. März 2006 spielte er das erste Mal für Istanbulspor gegen Uşakspor. In der Saison 2006/07 wurde er bei Istanbulspor zum Stammtorwart und absolvierte 23 Spiele. Nach dieser Saison verpflichtete ihn der Ligakonkurrent Kocaelispor. Dort war er nur Ergänzungstorwart und kam zu vier Einsätzen.
Nach nur einem Jahr in Kocaeli wechselte Behram Zülaloğlu in die Süper Lig zu Istanbul Büyükşehir Belediyespor.
Zum Sommer 2012 lief sein Vierjahresvertrag mit  aus und so wechselte er zur neuen Saison zum Zweitligisten Kayseri Erciyesspor. Bereits zur Winterpause trennte er sich nach gegenseitigem Einvernehmen von dem zentralanatolischen Verein. Für die Rückrunde der Spielzeit 2012/13 wechselte er zum Drittligisten Körfez FK.
Für die Spielzeit 2013/14 kehrte er in die TFF 1. Lig zurück und unterschrieb bei Mersin İdman Yurdu. Nach dem Aufstieg mit Mersin wechselte er zum Zweitligisten Karşıyaka SK. Im Sommer 2015 wechselte er zum Drittligisten Tarsus İdman Yurdu und kehrte nach einer halben Saison wieder zu Karşıyaka zurück.

## Erfolge
Mit Kocaelispor
- Meister der TFF 1. Lig und Aufstieg in die Süper Lig: 2007/08

Mit Istanbul Büyükşehir Belediyespor
- Türkischer Pokalfinalist: 2010/11

Mit Mersin İdman Yurdu
- Play-off-Sieger der TFF 1. Lig und Aufstieg in die Süper Lig: 2013/14